# Southern Railway
«Southern Railway» —  залізнична компанія Великої Британії, заснована при об'єднанні різних залізниць 1923 року за Актом парламенту 1921 року. 
Мережа компанії сполучала Лондон, порти Ла-Манша, Південно-Західну Англію, пляжі південного узбережжя та Кент.
До компанії увійшли кілька доріг, найбільшими з яких були London and South Western Railway (LSWR), London, Brighton and South Coast Railway (LBSC) та South Eastern and Chatham Railway (SECR).

Будівництво першої лінії, що потім увійде до складу «Southern Railway» розпочалося в 1838 з відкриття London and Southampton Railway, потім виросла в London and South Western Railway.
«Southern Railway» виділялася активною рекламою та зв'язками з громадськістю, а також прозорим управлінням на чолі з Гербертом Вокером. 

З мережею в 3518 км «Southern Railway» була найменшою з «Великої Четвірки» і, на відміну від інших компаній, основні доходи їй приносили пасажирські перевезення, а не вантажні.
Компанія створила найбільшу електрифіковану залізничну систему світу та перший електрифікований міжміський маршрут (Лондон — Брайтон).
«Southern Railway» відіграла найважливішу роль у Другій світовій війні, перевозячи Британські війська під час Дюнкеркської та Нормандської операцій. 
Ці досягнення тим більше примітні, враховуючи, що залізниця в основному була призначена для перевезення пасажирів.
«Southern Railway» володіла багатьма відомими іменними поїздами, у тому числі на міжнародних маршрутах (з використанням залізничного порома). 
Основна ліврея поїздів була дуже помітною: локомотиви та пасажирський вагони були пофарбовані в яскравий малахітовий колір по чорній окантовці з жирними яскраво-жовтими літерами.
Компанія була націоналізована в 1948 році, та стала частиною «British Rail».

## Історія

### Складові компанії та об'єднання 1923 року
Головними залізничними компаніями південного узбережжя Англії до 1923 року були London and South Western Railway (LSWR), London, Brighton and South Coast Railway (LBSC), South Eastern Railway та London Chatham and Dover Railway (дві останніх були об'єднані в союз, який отримав назву South Eastern and Chatham Railway (SECR), в 1899).
Ці компанії були об'єднані з декількома невеликими операторами та вже непрацюючими лініями в 1923 році, сформувавши мережу залізниць в 3518 км.

Компанія також володіла частками у спільних залізницях з іншими членами "Великої четвірки", у тому числі East London Railway.
Першою залізницею в південній Англії стала London and Southampton Railway (була перейменована на LSWR в 1839), що завершила будівництво лінії в травні 1840 року.

Незабаром з'явилася London and Brighton Railway (вересень 1841),

і South Eastern Railway (на той час називалася «South Eastern and Dover Railway») у лютому 1844 року. 

LSWR провела лінії до Портсмута, Солсбері, пізніше до Ексетера та Плімута.

Саме ця залізниця стала найбільшою з тих, що увійшли до «SR. London, Brighton і South Coast Railway» (LBSC) була меншою, обслуговуючи порт Нью-Гейвен, кілька курортів південного узбережжя та більшу частину приміського сполучення на півдні Лондона.
Компанія була близька до банкрутства в 1867 році, проте останні 25 років свого існування мала добрий менеджмент і була прибутковою.

LBSC почала електрифікацію маршрутів навколо Лондона (повітряної контактної мережею) в 1909 році для підвищення конкуренції з новими електричними трамваями, що відбирали частину пасажиропотоку.

SECR стала об'єднанням після довгих років жорстокої та збиткової конкуренції двох компаній, які практично копіювали маршрути та лінії один одного.
При цьому обидві компанії були непопулярними серед пасажирів і мали дуже слабку інфраструктуру.

Проте після об'єднання в 1899 – 1922 роках відбувся суттєвий прогрес у діяльності цієї компанії.

Об'єднання в «Southern Railway» було закладено під час Першої світової війни, коли всі залізничні компанії Великої Британії тимчасово перейшли під контроль уряду.
Багато співробітників пішли в армію , так що обслуговування обладнання було гірше, ніж у мирний час.
Після війни розглядалася можливість повної націоналізації, проте вибір був зроблений на користь обов'язкового об'єднання в чотири великі групи, для чого було прийнято Залізничний акт
. 
В результаті об'єднання чотирьох прибережних залізниць півдня, «Southern Railway» успадкувала кілька дубльованих маршрутів та управлінських структур.
LSWR мала найбільший вплив у новій компанії, хоча спроби повної інтеграції працівників робилися після 1923 року.

Раціоналізація мережі призвела до скорочення деяких ліній на користь більш прямих сполучень з портами та створення координованої, але не централізованої системи управління, заснованої на колишньому головному офісі LSWR на станції Лондон-Ватерлоо.

Крім залізниць компанія отримала кілька важливих портів і пристань на південному узбережжі, включаючи Саутгемптон, Нью-Гейвен, Фолкстон.
Компанія також мала маршрути до портів у Портсмуті , Дуврі та Плімуті.
Ці лінії були призначені для океанського пасажиропотоку та пасажирів з того боку Ла-Маншу, а розмір власності залізниць відображав їхню успішність.
Це джерело клієнтів та густонаселеність передмість Лондона зумовило пасажиро-орієнтованість нової компанії.

### Електрифікація
В 1923 році «Southern Railway» отримала 39 км електрифікованих колій з повітряною контактною мережею на 6,7 кВ, 92 км колій з третьою рейкою з 660В постійного струму та 2,4 км підземної Waterloo & City Railway.

Кілометраж третьої рейки подвоїться до 1925 року, коли електрична тяга почне використовуватися на маршрутах до Гілфорда, Доркінга і Еффінгем, а також на маршруті з вокзалу Вікторія в Орпінгтон через Герн-Гілл і Кетфорд .

В 1926 році електропоїзди стали ходити по South Eastern Main Line до Орпінгтона і триколійної залізниці до Дартфорда з третьою рейкою.

9 серпня 1926 SR оголосила про заміну змінного струму на постійний

і останній поїзд на змінному струмі пройшов 29 вересня 1929 
. 
Вважаючи гілку від Лондон Брідж до Кройдона, електрифіковану в 1928 році, до кінця 1929 року, під керуванням «Southern» знаходилося 447 км колій з третьою рейкою, а електропоїзди компанії пройшли 28,6 мільйона поїздо-кілометрів.

Майже всі передмістя на південь від Лондона були переведені на електричну тягу, а також дальні лінії до Брайтона, Істборна, Гастінгса, Гілфорда, Портсмута і Редінга в 1931 — 1939 рр.

Це стало однією з перших у світі електрифікацій магістралей.
До 1939 року електрика з'явилася і на колишніх лініях SECR до Севенокса та Мейдстона.
Маршрути до узбережжя Кента були наступними у черзі, потім планувався переведення на електрику лінії до Саутгемптона та Борнмута.
Друга світова війна відклала ці плани до кінця 1950-х та 1960-х відповідно.

### Економічна криза 1930-х
Наслідки біржового краху 1929 набагато менше торкнулися Південно-Східну Англію.
Вже зроблені інвестиції в пасажирські перевезення гарантували компанії добрий фінансовий стан щодо інших залізниць.
Однак усі доступні кошти вкладалися в електрифікацію, що завершувало еру, коли «Southern Railway» лідирувала у проектуванні паровозів.
Нестача вільних коштів впливала на створення нових стандартизованих потужностей, так що лише на початок Другої світової компанія знову стала лідером у виробництві якісних паровозів.